# Hr.Ms. De Ruyter (1935)
Hr.Ms. De Ruyter – holenderski krążownik lekki z okresu II wojny światowej, siódmy okręt o tej nazwie, jedyny okręt swojego typu. Przeznaczony do służby w holenderskich koloniach, został zatopiony 28 lutego 1942 przez japońskie okręty w bitwie na Morzu Jawajskim.

## Historia powstania
Przyczyną rozwijania przez Holandię klasy krążowników była potrzeba ochrony rozległych kolonii w Indiach Wschodnich (obecnej Indonezji). W połowie lat 20. Holandia ukończyła budowę swoich dwóch pierwszych, w tamtym czasie dość silnych lekkich krążowników typu Java, lecz budowa trzeciego okrętu tego typu o nazwie „Celebes” została anulowana w 1919 roku. Wobec znacznej rozbudowy Cesarskiej Marynarki Japonii i budowy przez nią nowych krążowników ciężkich, w 1930 roku powołana w Holandii komisja stwierdziła potrzebę posiadania w Indiach Wschodnich trzech krążowników, po czym plan ten został zaakceptowany w tym roku przez parlament. Typ Java był wówczas już przestarzały i należało zaprojektować nowy okręt, rozwijający większą prędkość i mający racjonalniej rozmieszczone uzbrojenie. przy tym połowa kosztów budowy miała być sfinansowana z budżetu kolonii. Rząd holenderski, borykający się z ograniczeniami budżetowymi, optował za mniejszym okrętem, o wyporności 5250 ton, podobnie opancerzonym, uzbrojonym tylko w sześć dział kalibru 15 cm (dwa podwójne na rufie i dwa pojedyncze na dziobie), który miał kosztować 12,5 mln guldenów. Założenia te były krytykowane przez marynarkę, w której byli zwolennicy budowy większego okrętu uzbrojonego w osiem dział tego kalibru lub sześć kalibru 20 cm, co czyniłoby go małym krążownikiem ciężkim, podobnym do japońskich okrętów typu Aoba. W końcu w 1932 roku zdecydowano wydłużyć projektowany okręt dla zwiększenia osiąganej szybkości, co wiązało się ze zwiększeniem wyporności i umożliwiło zwiększenie uzbrojenia do siedmiu dział kalibru 15 cm oraz dodanie katapulty. Decyzję o jego budowie podjęto 1 września 1932 roku, a 5 września podpisano kontrakt ze stocznią Wilton-Fijenoord. Projekt opracowało niemiecko-holenderskie konsorcjum IvS, tworzone głównie przez niemiecką stocznię Krupp-Germania, która opracowała wcześniej projekt Javy. Dlatego okręt miał podobne rozwiązania konstrukcyjne do krążowników typu Java oraz projektowanych równolegle niemieckich okrętów, przede wszystkim podobną sylwetkę do niemieckich „pancerników kieszonkowych” typu Deutschland, w tym długi pokład dziobowy, podobny kształt dziobnicy i rufy oraz wieżową nadbudówkę.
Początkowo jednostka miała nosić nazwę „Celebes”, jak trzeci okręt typu Java jednakże przed wodowaniem zmieniono ją na „De Ruyter”, na cześć XVII-wiecznego admirała Michiela de Ruytera (zarazem noszący dotychczas tę nazwę niszczyciel „De Ruyter” przemianowano na „Van Ghent”). Stępkę położono 14 września 1933 roku w stoczni Wilton Feijenoord w Schiedam. Z uwagi na długość okrętu, największą z budowanych dotychczas w Holandii, budowę prowadzono w suchym doku, a nie na pochylni. Kadłub wodowano 11 maja 1935, a okręt wszedł do służby 2 października 1936. Koszt budowy okrętu wyniósł ok. 14 milionów guldenów, w tym kadłub 6,687 mln.

## Opis techniczny
Na projekcie odbiły się oszczędności budżetowe, skutkując zbudowaniem okrętu średniej wielkości, o umiarkowanie silnym uzbrojeniu i opancerzeniu. W porównaniu z czołowymi zagranicznymi lekkimi krążownikami, "De Ruyter" miał umiarkowaną wielkość (znacznie poniżej limitu traktatu waszyngtońskiego 10.000 ton), co narzucało nieco słabsze opancerzenie i uzbrojenie, jednakże był nowoczesnym i jak na swoją wielkość udanym okrętem, z dobrze rozmieszczonym opancerzeniem. Przy podobnej wyporności i mocy siłowni wobec będących punktem odniesienia okrętów typu Java, rozwijał większą prędkość dzięki dłuższemu i smuklejszemu kadłubowi oraz lepszemu wykorzystaniu masy. Mimo nieco cieńszego od typu Java pancerza, miał podobną odporność na ostrzał, a  nieco lepszą odporność na wybuchy podwodne, która jednak i tak okazała się niewystarczająca (podobnie jak w przypadku większości krążowników).
Kadłub o wysokich burtach miał podniesiony pokład dziobowy rozciągający się prawie na 3/4 długości kadłuba. Na wzór okrętów niemieckich, dziobnica była prawie pionowa, z niewielkim wychyleniem od pionu, a w jej dolnej części zastosowano gruszkę Taylora. Również kształt rufy był taki, jak w niemieckich okrętach pancernych typu Deutschland. Na pokładzie dziobowym znajdowała się dwudziałowa wieża artylerii głównej, za nią w superpozycji pojedyncze działo w głębokiej masce pancernej na dolnym piętrze nadbudówki dziobowej. Najbardziej charakterystycznym elementem okrętu była pięciopiętrowa wieża nadbudówki dziobowej, podobna ideowo do zastosowanej w dwóch ostatnich okrętach pancernych typu Deutschland, ale o innym opływowym kształcie i przekroju kroplowym. Przednia krawędź wieży była zbliżona do pionowej, opatrzona wystającymi pomostami, a tylna nachylona. Na szczycie wieży było opancerzone stanowisko dowodzenia. Za nadbudówką były składowane na pokładzie łodzie okrętowe, a dalej na śródokręciu znajdował się szeroki komin i za nim katapulta wodnosamolotu. Na końcu śródokręcia rozciągała się niska nadbudówka rufowa. Dalej, na końcu pokładu dziobowego znajdowała się wieża artylerii, a druga za nią niżej na pokładzie rufowym.
Dla oszczędności masy i zachowania wytrzymałości, w konstrukcji kadłuba szeroko zastosowano spawanie elektryczne i wzdłużny system naboru, a pancerz burtowy był jednocześnie elementem konstrukcyjnym. Kadłub dzielił się na 21 głównych poprzecznych przedziałów wodoszczelnych . Łącznie z górnym pokładem (dziobowym), okręt miał trzy pokłady: górny, główny i dolny (pancerny). Kadłub miał podwójne dno na większości długości, z wyjątkiem krańców na dziobie i rufie, co stanowiło postęp w stosunku do typu Java. Miał również podwójne burty, przy tym wewnętrzne burty miały grubość 30 mm, nieco polepszając ochronę przed wybuchami podwodnymi, która jednak była ogólnie słaba. Okręt miał trzy kotwice o masie 4 ton, zagłębione w prostokątnych niszach z kluzami w celu zmniejszenia zabryzgiwania, z czego jedna była na prawej burcie, a dwie na lewej.
Wyporność standardowa okrętu wynosiła ok. 6000 ts (ton angielskich), normalna jest na ogół podawana jako 6442 ts, a pełna 7548 ts. Długość całkowita wynosiła 170,92 m, a na linii wodnej 168,04 m. Szerokość wynosiła 15,7 m, zanurzenie przy wyporności standardowej 5,11 m, a przy normalnej 5,3 m.

### Opancerzenie
Opancerzenie okrętu było dość dobre, wzorowane na niemieckich krążownikach lekkich typu K. Opancerzenie burt stanowił pas pancerny grubości 50 mm lub według niektórych danych 50–62 mm, chroniący przedziały siłowni i komory amunicyjne w rejonie linii wodnej. Miał on długość 133 m (według niektórych danych 123,4 m) i wysokość 3,66 m w rejonie siłowni oraz 2,66 m przed nią i za nią. W rufowej części pas przechodził w burtowy pancerz przedziału maszyny sterowej, o grubości 30 mm.
Ochronę poziomą stanowił wewnętrzny pokład pancerny, płaski (w odróżnieniu od starszych krążowników typu Java), przykrywający od góry pas pancerny i łączący się z jego górnymi krawędziami. Wykonany był z niklowej stali i jego grubość wynosiła 50 mm (według niektórych źródeł, 30–32 mm). Pokład sięgał od wieży dziobowej do maszyny sterowej na rufie, gdzie jego grubość zmniejszała się do 30 mm. Był on wypukły jedynie nad pomieszczeniami siłowni, z uwagi na ich wysokość. Cytadelę z przodu i tyłu siłowni zamykały grodzie pancerne grubości 30 mm.
Wieże artylerii głównej i maska siódmego działa miały pancerz grubości 100 mm z przodu i 30 mm z boków (według innych danych tylko 30 mm). Barbety wież miał y pancerz 50 mm lub według innej wersji 30 mm. Główne stanowisko dowodzenia na wieży nadbudówki i zapasowe na nadbudówce rufowej było chronione ścianami grubości 30 mm, podobnie rury komunikacyjne pod nimi i dalocelownik nad stanowiskiem dowodzenia. Całkowita masa pancerze wynosiła 1100 ts.

### Uzbrojenie
Artylerię główną stanowiło siedem armat kalibru 149,1 mm (nominalnie 15 cm, często upraszczane w publikacjach jako 150 mm). Wyprodukowane były przez zakłady Wilton-Fijenoord na bazie licencyjnego modelu Boforsa. Sześć dział w wieżach dwudziałowych było modelu Mk 9, a jedno działo pojedyncze (nr 3) modelu Mk 10. Działa miały lufy o długości 50 kalibrów (L/50), poziomy zamek klinowy i strzelały pociskami przeciwpancernymi o masie 46,7 kg i burzącymi o masie 46 kg z prędkością wylotową 900 m/s. Maksymalny kąt podniesienia wynosił 60°. Masa wieży wynosiła 71,2 ton lub 70,6 t w przypadku ostatniej wieży, a pojedynczego stanowiska 25 ton. Szybkostrzelność wynosiła do 6 strzałów/min. Maksymalna donośność pocisku przy podniesieniu 45° wynosiła ok. 27,4 km. Działo pojedyncze mogło też strzelać pociskami oświetlającymi. Pomimo zmniejszenia względem typu Java liczby dział o trzy, ich liczba w salwie burtowej była identyczna (wszystkie siedem), dzięki umieszczeniu artylerii w osi podłużnej okrętu. Mimo to, De Ruyter miał mniejszą liczbę dział w porównaniu z większością nowych konstrukcji zagranicznych tego okresu (8-9). Sam kaliber był typowy dla lekkich krążowników budowy niemieckiej, porównywalny z najczęstszym na świecie sześciocalowym (152 mm).
W zakresie uzbrojenia przeciwlotniczego nietypowo Holendrzy zrezygnowali z dział przeciwlotniczych średniego kalibru, stosując jedynie wysoce skuteczne działa automatyczne bliskiego zasięgu na nowoczesnych stabilizowanych podstawach własnej konstrukcji. Uzbrojenie to stanowiło 10 armat przeciwlotniczych 40 mm Bofors Mk III zamontowanych parami na stabilizowanych w trzech płaszczyznach podstawach Mk III firmy Hazemeyer, z 2-metrowymi dalmierzami i celownikami kolimatorowymi. Armaty miały lufy o długości L/56 i kąt podniesienia od -10° do 90°. Wszystkie pięć stanowisk było zgrupowane na dachu nadbudówki rufowej – po dwa na burtach i jedno w osi podłużnej kadłuba wysunięte do tyłu. Ich rozmieszczenie było jednak krytykowane, gdyż nie chroniło dobrze przedniej półsfery okrętu, a nadto stwarzało ryzyko wyeliminowania większości dział jednym trafieniem. Uzupełniało je osiem karabinów maszynowych kalibru 12,7 mm (na licencji Solothurn), na zdwojonych stabilizowanych podstawach na skrzydłach mostka i platformie pojedynczej armaty nr 3. Ponadto okręt miał na mostku i podstawie dalocelownika cztery karabiny maszynowe Mk IV kalibru 7,7 mm.

### Wyposażenie
Do walki w nocy okręt miał cztery stabilizowane zdalnie kierowane reflektory o średnicy 120 cm, z czego trzy na platformach po trzech stronach wieży nadbudówki dziobowej, a czwarty na platformie za kominem.
Dodatkowym atutem było wyposażenie okrętu w katapultę dla wodnosamolotów, choć były one słabo chronione przed wpływami atmosferycznymi (wobec braku hangaru).

## Służba

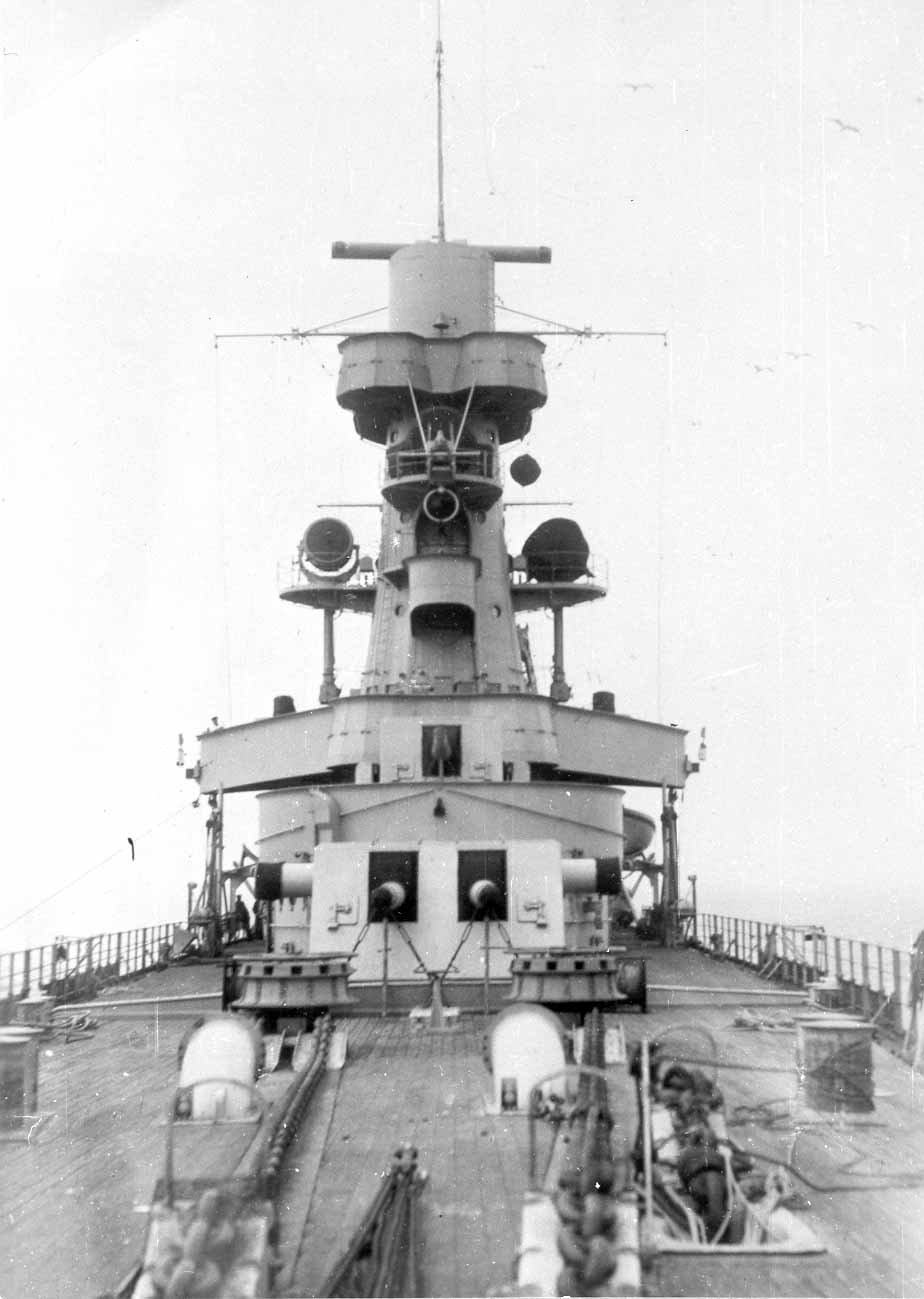
De Ruyter od strony dziobu

12 stycznia 1937 okręt został wysłany przez Kanał Sueski do Holenderskich Indii Wschodnich, gdzie stał się okrętem flagowym floty kolonii, z główną bazą w Surabai. Po włączeniu się Holandii do II wojny światowej po stronie aliantów w maju 1940, a następnie po ataku Japonii na alianckie siły w Azji Południowo-Wschodniej 7 grudnia 1941, De Ruyter podjął intensywną służbę bojową. Początkowo eskortował konwoje, a 3 lutego 1942 wszedł w skład międzynarodowego zespołu uderzeniowego ABDA, dowodzonego przez holenderskiego kontradmirała Karela Doormana, dla którego stał się okrętem flagowym.
4 lutego, podczas ataku japońskich samolotów na siły zespołu koło wysp Kangean na północ od Bali, krążownik został lekko uszkodzony odłamkami blisko upadających bomb. 15 lutego zespół wyruszył w celu przechwycenia japońskich transportowców w pobliżu wyspy Bangka, lecz operacja nie powiodła się wobec ataku japońskiego lotnictwa pokładowego. 19 lutego w nocy zespół podzielony na części zaatakował dwa japońskie niszczyciele i transportowce w cieśninie Badung między Jawą a Bali, jednakże mimo przewagi aliantów, bitwa ta zakończyła się niepowodzeniem. De Ruyter uczestniczył w pierwszej krótkiej fazie starcia, nie odnosząc przy tym uszkodzeń.
27 lutego 1942 okręt wraz z innymi jednostkami sił ABDA wziął udział w bitwie na Morzu Jawajskim z krążownikami japońskimi. W trakcie bitwy, o godz. 23:34 został trafiony torpedą kalibru 610 mm przez japoński ciężki krążownik „Haguro”, po czym zatonął po 3 godzinach (28 lutego) z większością załogi liczącej 344 ludzi (uratowano 90). Zginęli również dowódca kmdr E. Lacomblé i kontradmirał Doorman, którzy nie opuścili tonącego okrętu.
W 2016 roku odkryto, że wrak „De Ruytera”, uznany za grób morski, został nielegalnie złomowany pod wodą.

## Dane techniczne
- wyporność:
  - standardowa: 6442 t (według innych danych 6500 t)
  - pełna: 7548 t  (według innych danych 7669 t)
- wymiary:
  - długość: 170,9 m
  - szerokość: 15,7 m
  - zanurzenie: 5,3 m
- napęd: 2 turbiny parowe o mocy 66.000 KM, 6 kotłów parowych, 2 śruby
- prędkość maksymalna: 32 w
- zasięg: 6800 mil morskich przy prędkości 12 w (11 000 Mm przy maksymalnym zapasie)
- zapas paliwa: 750 t, max. 1100 t
- załoga: 435 (na stopie pokojowej) – 473

### Uzbrojenie i wyposażenie
- 7 dział 149,1 mm (nominalnie 15 cm) Bofors (3xII, 1xI): 6 dział Mk IX w dwudziałowych wieżach (1 na dziobie i 2 na rufie), jedno działo Mk X osłonięte maską pancerną na dziobie.
  - Długość lufy L/50 (50 kalibrów), kąt podniesienia do 60°, donośność maksymalna 21 200 m, masa pocisku 46,7 kg.
- 10 automatycznych działek przeciwlotniczych 40 mm Bofors Mk III  podwójnie sprzężonych (5xII), z systemem stabilizacji i kierowania ogniem Hazemeyer.
- 8 wkm plot 12,7 mm (4xII)
- 2 wodnosamoloty Fokker C.XI-W, katapulta

### Opancerzenie
- pas burtowy: 50–30 mm (długość 133 m, wysokość do 3,66 m)
- wewnętrzny pokład pancerny: 50 mm (inne dane: 30 mm)
- wieże dział artylerii głównej: 100–30 mm
- stanowisko dowodzenia: 30 mm
- masa pancerza: 1100 t